# 大商グループ

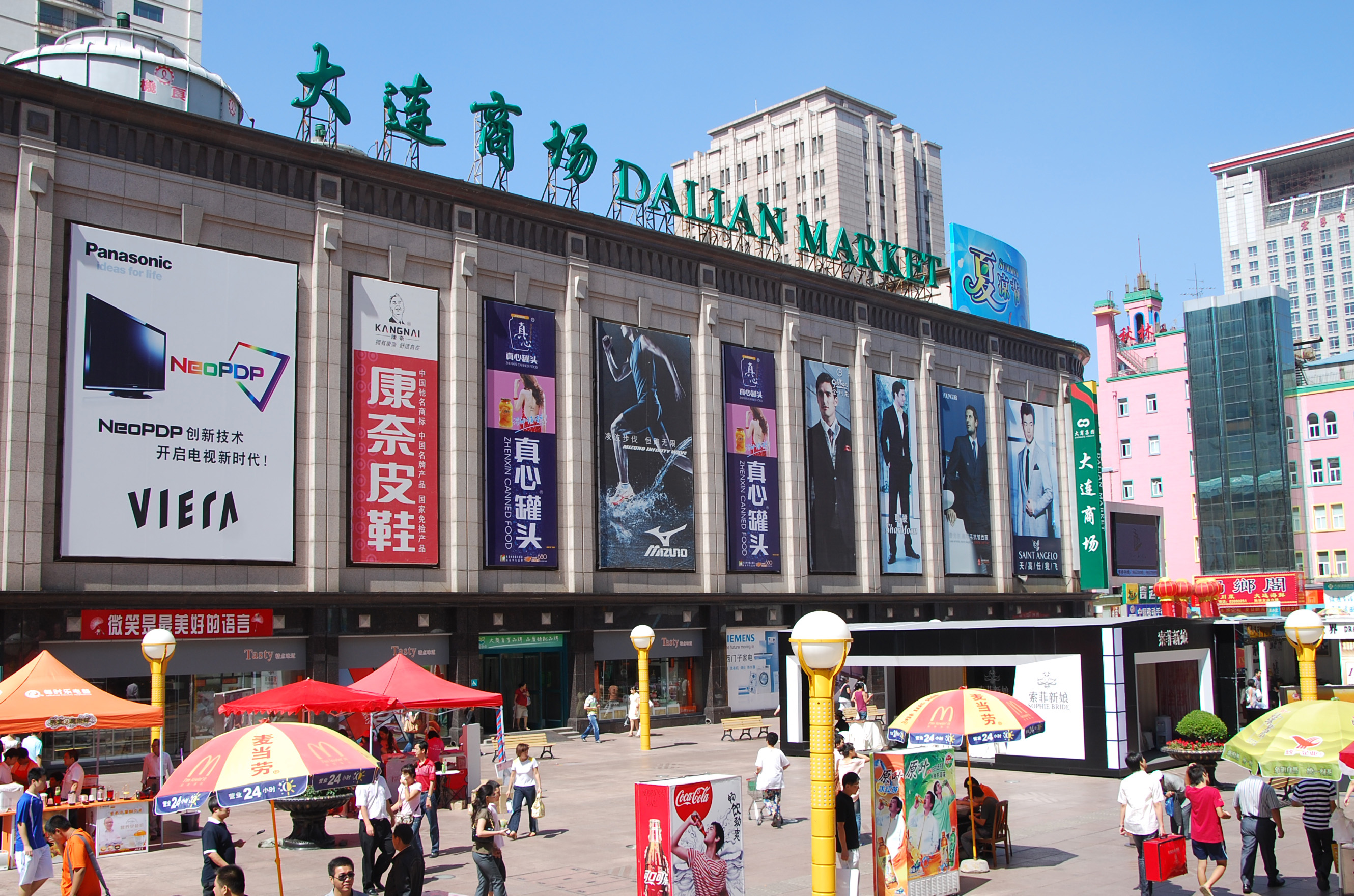
大連集団の大連商場（大連市・青泥窪橋）

大商集団（ダーシャンジートゥワン、日本語読み：だいしょうしゅうだん、英称：Dashang Group）は中国遼寧省大連市を本拠地とする小売業者で、新瑪特（シンマーター、英文：New-Mart）スーパーなどで知られている。中国東北地方最大の小売業者である。

## 概要
大連の中心街・青泥窪橋に大連商場（Dalian Market）をもっていて 、ここにデパート大連新瑪特購物休閑中心（New-Mart Dashang Shopping）、スーパー新瑪特（シンマーター、英文：New-Mart）、大商家家広場（内装用品店）、大商秋林女店（もと大連三越）、麦凱楽（Mykal、以前の大連マイカルMycal邁凱楽）、大商男士店などがある。
大商売は大連では全部で150軒の店舗を経営し、中国全体で11省50都市に店舗に構えていて、全部で17万人の従業員を持ち、2008年の総売り上げが625億元に達する、中国東北地方では最大の小売業者である 。
大商は上海証券取引所（600694）に上場している。

## 参照
1. ↑  大商集団の紹介 Archived 2009年5月9日, at the Wayback Machine.（中国語）
2. ↑  中国の小売チェーン売上高ランキング　ベスト20
3. ↑  中国・チエーンストア売上げトップ30